# NGC 370
NGC 370 (również NGC 372) – gwiazda potrójna znajdująca się w gwiazdozbiorze Ryb.
Skatalogował ją Heinrich Louis d’Arrest 7 października 1861 roku, sądząc, że ma do czynienia z obiektem typu mgławicowego; jego obserwacja otrzymała oznaczenie NGC 370 w New General Catalogue. Niezależnie odkrył ją John Dreyer 12 grudnia 1876 roku i skatalogował później jako NGC 372. Pozycja podana przez d’Arresta jest jednak niedokładna (tzn. nie ma w niej nic przypominającego obiekt mgławicowy, choć gwiazda potrójna znajduje się w jej pobliżu), stąd identyfikacja obiektu NGC 370 nie jest pewna i czasem uznawany jest on za nieistniejący. Być może d’Arrestowi chodziło tylko o dwie zachodnie gwiazdy z tej trójki. Z kolei pozycja podana przez Dreyera dla obiektu NGC 372 wskazuje dokładnie na tę gwiazdę potrójną.